# Yvonne Margarula
Yvonne Margarula (* 20. Jahrhundert, im Northern Territory, Australien) ist eine Elder des Aborigines-Clans der Mirarr-Gundheihmi, die 1998 den International Environment Award der Friends of the Earth und den Nuclear-Free Future Award erhielt, wie auch den 1999 US-amerikanischen Goldman Environmental Prize mit Jacqui Katona in Anerkennung ihrer Leistungen im Schutz ihres Landes und Kultur gegen den Uranabbau in Australien.

## Protestaktionen
Yvonne Margarula hat als Elder des Mirarr die Lebensgewohnheiten und das spirituelle Leben ihres Clans an die kommenden Generationen weiterzugeben und sie ist die Beschützerin ihres traditionellen Landes. Die Mirarr halten die Landrechte am Abbaugebiet der Uranmine Jabiluka und der Ranger-Uran-Mine. Die Aborigines der Mirarr und Bininj haben Traumzeitwege durch dieses Gebiet. An der Uranmine befindet sich der Kakadu-Nationalpark, ein von der UNESCO anerkanntes Weltkulturerbe und -naturerbe.
Die Aborigines der Mirarr führten, organisiert durch Margarula und Katona, eine große Kampagne gegen das geplante Uranbergwerk Jabiluka im Northern Territory durch. Sie organisierten legale Aktionen und betrieben Aufklärung mit nationaler und internationaler Unterstützung sowie massive Sitzblockaden als zivilen Ungehorsam, wobei sie im März 1988 zusammen mit den Mirarr und Umweltschutzorganisationen eine der größten Sitzblockaden in der Geschichte Australiens durchführten. Über mehrere Monate hinweg reisten ungefähr 5.000 Menschen aus Australien und der gesamten Welt in das entlegene Kamp, um mit den Mirarr zu protestieren. Im Juli wurde das Gelände für die Energy Resources of Australia freigegeben und der Aufbau des Bergwerks begann, jedoch protestierten und intervenierten zahlreiche Menschen dagegen und etwa 550 Menschen wurden arrestiert, darunter Margarula, Katona und 55 Clanmitglieder.